# Eiskunstlauf-Europameisterschaften 2014
Die 106. Eiskunstlauf-Europameisterschaften fanden vom 13. bis 19. Januar 2014 in der ungarischen Hauptstadt Budapest statt. Der Austragungsort war das SYMA Sport- und Kongresszentrum.

## Bilanz

### Medaillenspiegel
| Platz | Land                   | Gold | Silber | Bronze | Gesamt |
| ----- | ---------------------- | ---- | ------ | ------ | ------ |
| 1     | Russland               | 2    | 4      | 2      | 8      |
| 2     | Italien                | 1    | –      | 1      | 2      |
| 3     | Spanien                | 1    | –      | –      | 1      |
| 4     | Vereinigtes Königreich | –    | –      | 1      | 1      |

### Medaillengewinner
| Konkurrenz | Gold                                 | Silber                             | Bronze                           |
| ---------- | ------------------------------------ | ---------------------------------- | -------------------------------- |
| Herren     | Javier Fernández                     | Sergei Woronow                     | Konstantin Menschow              |
| Damen      | Julija Lipnizkaja                    | Adelina Sotnikowa                  | Carolina Kostner                 |
| Paare      | Tatjana Wolossoschar / Maxim Trankow | Xenija Stolbowa / Fjodor Klimow    | Wera Basarowa / Juri Larionow    |
| Eistanz    | Anna Cappellini / Luca Lanotte       | Jelena Iljinych / Nikita Kazalapow | Penny Coomes / Nicholas Buckland |

## Teilnehmer
| Nation                 | Herren                                          | Damen                                                 | Paare | Eistanz |
| ---------------------- | ----------------------------------------------- | ----------------------------------------------------- | --- | --- |
| Armenien               | Sarkis Hayrapetyan                              |                                                       | | |
| Aserbaidschan          |                                                 |                                                       | | Julija Slobina / Alexei Sitnikow                                                                                    |
| Belgien                | Jorik Hendrickx                                 | Kaat Van Daele                                        | | |
| Bulgarien              | Manol Atanassow                                 | Anna Afonkina                                         | Jelisaweta Makarowa / Leri Kentschadse                                                                         | |
| Dänemark               | Justus Strid                                    | Anita Madsen                                          | | Laurence Fournier Beaudry / Nikolaj Sorensen                                                                        |
| Deutschland            | Peter Liebers Franz Streubel                    | Sarah Hecken Nathalie Weinzierl                       | Aljona Savchenko / Robin Szolkowy Mari-Doris Vartmann / Aaron Van Cleave Maylin Wende / Daniel Wende           | Tanja Kolbe / Stefano Caruso Nelli Schiganschina / Alexander Gazsi                                                  |
| Estland                | Viktor Romanenkov                               | Jelena Glebova                                        | Natalja Zabijako / Alexandr Zaboev                                                                             | Irina Štork / Taavi Rand                                                                                            |
| Finnland               | Valtter Virtanen                                | Juulia Turkkila                                       | | Henna Lindholm / Ossi Kanervo                                                                                       |
| Frankreich             | Florent Amodio Chafik Besseghier Brian Joubert  | Laurine Lecavelier Maé-Bérénice Méité                 | Vanessa James / Morgan Ciprès Darja Popowa / Bruno Massot                                                      | Pernelle Carron / Lloyd Jones Gabriella Papadakis / Guillaume Cizeron                                               |
| Georgien               |                                                 | Elene Gedewanischwili                                 | | Angelina Telegina / Otar Dschaparidse                                                                               |
| Israel                 | Oleksij Bytschenko                              | Danielle Montalbano                                   | Andrea Davidovich / Evgeni Krasnopolski                                                                        | Allison Reed / Vasili Rogov                                                                                         |
| Italien                | Paul Bonifacio Parkinson                        | Carolina Kostner Valentina Marchei Roberta Rodeghiero | Stefania Berton / Ondřej Hotárek Alessandra Cernuschi / Filippo Ambrosini Nicole Della Monica / Matteo Guarise | Lorenza Alessandrini / Simone Vaturi Anna Cappellini / Luca Lanotte Charlène Guignard / Marco Fabbri                |
| Lettland               |                                                 | Ieva Gaile                                            | | |
| Litauen                |                                                 | Inga Janulevičiūtė                                    | | Isabella Tobias / Deividas Stagniūnas                                                                               |
| Luxemburg              |                                                 | Fleur Maxwell                                         | | |
| Monaco                 | Kim Lucine                                      |                                                       | | |
| Niederlande            |                                                 | Michelle Couwenberg                                   | | |
| Norwegen               | Sondre Oddvoll Bøe                              | Anne Line Gjersem                                     | | |
| Österreich             | Manuel Koll Viktor Pfeifer                      | Kerstin Frank                                         | Miriam Ziegler / Severin Kiefer                                                                                | Barbora Silná / Juri Kurakin                                                                                        |
| Polen                  | Maciej Cieplucha                                | Agata Kryger                                          | | Justyna Plutowska / Peter Gerber                                                                                    |
| Rumänien               | Zoltán Kelemen                                  |                                                       | | |
| Russland               | Maxim Kowtun Konstantin Menschow Sergei Woronow | Aljona Leonowa Julija Lipnizkaja Adelina Sotnikowa    | Wera Basarowa / Juri Larionow Xenija Stolbowa / Fjodor Klimow Tatjana Wolossoschar / Maxim Trankow             | Jelena Iljinych / Nikita Kazalapow Jekaterina Rjasanowa / Ilja Tkatschenko Wiktorija Sinizina / Ruslan Schiganschin |
| Schweden               | Alexander Majorov Illya Solomin                 | Joshi Helgesson Viktoria Helgesson Isabelle Olsson    | | |
| Schweiz                | Stéphane Walker                                 | Tanja Odermatt                                        | | Ramona Elsener / Florian Roost                                                                                      |
| Slowakei               | Marco Klepoch                                   | Nicole Rajičová                                       | | Federica Testa / Lukáš Csölley                                                                                      |
| Slowenien              |                                                 | Daša Grm                                              | | |
| Spanien                | Javier Fernández Javier Raya                    | Marta García Sonia Lafuente                           | Veronica Grigorieva / Aritz Maestu                                                                             | Sara Hurtado / Adrià Díaz                                                                                           |
| Tschechien             | Michal Březina Tomáš Verner                     | Eliška Březinová                                      | | Lucie Myslivečková / Neil Brown                                                                                     |
| Türkei                 | Ali Demirboğa                                   | Sıla Saygı                                            | | Alissa Agafonowa / Alper Uçar                                                                                       |
| Ukraine                | Jakiw Godoroscha                                | Natalija Popowa                                       | Julija Lawrentjewa / Yuri Rudyk                                                                                | Siobhan Heekin-Canedy / Dmytro Dun                                                                                  |
| Ungarn                 | Kristóf Forgó                                   |                                                       | | Dóra Turóczi / Balázs Major                                                                                         |
| Vereinigtes Königreich | Matthew Parr                                    | Jenna McCorkell                                       | Amani Fancy / Christopher Boyadji Stacey Kemp / David King                                                     | Penny Coomes / Nicholas Buckland Carter Marie Jones / Richard Sharpe                                                |
| Belarus                | Pavel Ignatenko                                 | Janina Makeenka                                       | Maryja Paljakowa / Nikita Botschkow                                                                            | Viktoria Kavaliova / Yurii Bieliaiev                                                                                |

## Ergebnisse
- Pkt. = Punkte
- KP = Kurzprogramm
- KT = Kurztanz
- K = Kür

### Herren
| Platz                          | Sportler                 | Land                   | Pkt.   | KP | KP    | K  | K      |
| ------------------------------ | ------------------------ | ---------------------- | ------ | -- | ----- | -- | ------ |
| 1                              | Javier Fernández         | Spanien                | 267,11 | 1  | 91,56 | 1  | 175,55 |
| 2                              | Sergei Woronow           | Russland               | 252,55 | 2  | 85,51 | 2  | 167,04 |
| 3                              | Konstantin Menschow      | Russland               | 237,24 | 11 | 72,12 | 3  | 165,12 |
| 4                              | Michal Březina           | Tschechien             | 236,98 | 5  | 82,80 | 4  | 154,18 |
| 5                              | Maxim Kowtun             | Russland               | 232,37 | 4  | 83,15 | 5  | 149,22 |
| 6                              | Peter Liebers            | Deutschland            | 225,76 | 8  | 77,42 | 7  | 148,34 |
| 7                              | Tomáš Verner             | Tschechien             | 223,66 | 3  | 83,51 | 8  | 140,15 |
| 8                              | Brian Joubert            | Frankreich             | 221,95 | 9  | 73,29 | 6  | 148,66 |
| 9                              | Jorik Hendrickx          | Belgien                | 205,92 | 10 | 73,21 | 10 | 132,71 |
| 10                             | Oleksij Bytschenko       | Israel                 | 203,76 | 13 | 68,68 | 9  | 135,08 |
| 11                             | Alexander Majorov        | Schweden               | 202,47 | 6  | 79,62 | 13 | 122,85 |
| 12                             | Chafik Besseghier        | Frankreich             | 198,07 | 12 | 70,85 | 12 | 127,22 |
| 13                             | Florent Amodio           | Frankreich             | 190,13 | 7  | 78,60 | 20 | 111,53 |
| 14                             | Viktor Pfeifer           | Österreich             | 189,06 | 16 | 60,89 | 11 | 128,17 |
| 15                             | Franz Streubel           | Deutschland            | 182,21 | 19 | 59,96 | 14 | 122,25 |
| 16                             | Kim Lucine               | Monaco                 | 179,89 | 18 | 60,00 | 16 | 119,89 |
| 17                             | Stéphane Walker          | Schweiz                | 179,52 | 17 | 60,54 | 17 | 118,98 |
| 18                             | Javier Raya              | Spanien                | 179,37 | 20 | 57,13 | 15 | 122,24 |
| 19                             | Maciej Cieplucha         | Polen                  | 179,06 | 15 | 65,84 | 19 | 113,22 |
| 20                             | Pavel Ignatenko          | Belarus                | 172,08 | 22 | 55,99 | 18 | 116,09 |
| 21                             | Zoltán Kelemen           | Rumänien               | 171,26 | 14 | 68,32 | 22 | 102,94 |
| 22                             | Jakiw Godoroscha         | Ukraine                | 158,88 | 21 | 57,09 | 23 | 101,79 |
| 23                             | Paul Bonifacio Parkinson | Italien                | 157,81 | 24 | 52,08 | 21 | 105,73 |
| 24                             | Viktor Romanenkov        | Estland                | 153,66 | 23 | 55,43 | 24 | 098,23 |
| Nicht für die Kür qualifiziert |                          |                        |        |    |       |    |        |
| 25                             | Sondre Oddvoll Bøe       | Norwegen               |        | 25 | 49,84 |    |        |
| 26                             | Marco Klepoch            | Slowakei               |        | 26 | 49,48 |    |        |
| 27                             | Matthew Parr             | Vereinigtes Königreich |        | 27 | 49,32 |    |        |
| 28                             | Manol Atanassow          | Bulgarien              |        | 28 | 49,07 |    |        |
| 29                             | Valtter Virtanen         | Finnland               |        | 29 | 48,55 |    |        |
| 30                             | Kristóf Forgó            | Ungarn                 |        | 30 | 47,91 |    |        |
| 31                             | Justus Strid             | Dänemark               |        | 31 | 47,05 |    |        |
| 32                             | Ali Demirboğa            | Türkei                 |        | 32 | 46,56 |    |        |
| 33                             | Manuel Koll              | Österreich             |        | 33 | 45,61 |    |        |
| 34                             | Illya Solomin            | Schweden               |        | 34 | 44,73 |    |        |
| 35                             | Sarkis Hayrapetyan       | Armenien               |        | 35 | 42,90 |    |        |

### Damen
| Platz                          | Sportlerin            | Land                   | Pkt.   | KP | KP    | K  | K      |
| ------------------------------ | --------------------- | ---------------------- | ------ | -- | ----- | -- | ------ |
| 1                              | Julija Lipnizkaja     | Russland               | 209,72 | 2  | 69,97 | 1  | 139,75 |
| 2                              | Adelina Sotnikowa     | Russland               | 202,36 | 1  | 70,73 | 2  | 131,63 |
| 3                              | Carolina Kostner      | Italien                | 191,39 | 3  | 68,97 | 3  | 122,42 |
| 4                              | Aljona Leonowa        | Russland               | 178,15 | 4  | 64,09 | 5  | 114,06 |
| 5                              | Maé-Bérénice Méité    | Frankreich             | 173,37 | 5  | 58,64 | 4  | 114,73 |
| 6                              | Valentina Marchei     | Italien                | 165,25 | 6  | 57,38 | 6  | 107,87 |
| 7                              | Jelena Glebova        | Estland                | 155,71 | 8  | 54,68 | 7  | 101,03 |
| 8                              | Nathalie Weinzierl    | Deutschland            | 151,88 | 10 | 53,02 | 8  | 098.86 |
| 9                              | Joshi Helgesson       | Schweden               | 146,45 | 9  | 54,25 | 10 | 092,20 |
| 10                             | Elene Gedewanischwili | Georgien               | 141,82 | 7  | 54,78 | 13 | 087,04 |
| 11                             | Roberta Rodeghiero    | Italien                | 141,25 | 15 | 48,52 | 9  | 092,73 |
| 12                             | Juulia Turkkila       | Finnland               | 140,31 | 12 | 50,42 | 12 | 089,89 |
| 13                             | Laurine Lecavelier    | Frankreich             | 139,42 | 13 | 49,12 | 11 | 090,30 |
| 14                             | Viktoria Helgesson    | Schweden               | 138,73 | 11 | 52,55 | 14 | 086,18 |
| 15                             | Eliška Březinová      | Tschechien             | 130,35 | 16 | 47,10 | 16 | 083,25 |
| 16                             | Isabelle Olsson       | Schweden               | 129,39 | 22 | 43,97 | 15 | 085,42 |
| 17                             | Nicole Rajičová       | Slowakei               | 128,25 | 14 | 49,00 | 18 | 079,25 |
| 18                             | Inga Janulevičiūtė    | Litauen                | 126,20 | 21 | 44,24 | 17 | 081,96 |
| 19                             | Anne Line Gjersem     | Norwegen               | 125,58 | 18 | 46,63 | 19 | 078,95 |
| 20                             | Kaat Van Daele        | Belgien                | 123,05 | 19 | 46,18 | 20 | 076,87 |
| 21                             | Agata Kryger          | Polen                  | 119,52 | 23 | 43,59 | 21 | 075,93 |
| 22                             | Marta García          | Spanien                | 118,11 | 20 | 44,61 | 22 | 073,50 |
| 23                             | Natalija Popowa       | Ukraine                | 112,26 | 17 | 47,01 | 24 | 065,25 |
| 24                             | Jenna McCorkell       | Vereinigtes Königreich | 110,19 | 24 | 39,59 | 23 | 070,60 |
| Nicht für die Kür qualifiziert |                       |                        |        |    |       |    |        |
| 25                             | Janina Makeenka       | Belarus                |        | 25 | 39,44 |    |        |
| 26                             | Tanja Odermatt        | Schweiz                |        | 26 | 39,42 |    |        |
| 27                             | Daša Grm              | Slowenien              |        | 27 | 38,52 |    |        |
| 28                             | Sonia Lafuente        | Spanien                |        | 28 | 38,43 |    |        |
| 29                             | Anita Madsen          | Dänemark               |        | 29 | 38,42 |    |        |
| 30                             | Ieva Gaile            | Lettland               |        | 30 | 37,83 |    |        |
| 31                             | Kerstin Frank         | Österreich             |        | 31 | 37,44 |    |        |
| 32                             | Michelle Couwenberg   | Niederlande            |        | 32 | 36,72 |    |        |
| 33                             | Fleur Maxwell         | Luxemburg              |        | 33 | 36,48 |    |        |
| 34                             | Sarah Hecken          | Deutschland            |        | 34 | 35,20 |    |        |
| 35                             | Danielle Montalbano   | Israel                 |        | 35 | 33,87 |    |        |
| 35                             | Anna Afonkina         | Bulgarien              |        | 36 | 31,15 |    |        |
| 37                             | Sıla Saygı            | Türkei                 |        | 37 | 25,88 |    |        |

### Paare
| Platz                          | Sportler                                 | Land                   | Pkt.   | KP | KP    | K  | K      |
| ------------------------------ | ---------------------------------------- | ---------------------- | ------ | -- | ----- | -- | ------ |
| 1                              | Tatjana Wolossoschar / Maxim Trankow     | Russland               | 220,38 | 1  | 83,98 | 2  | 136,40 |
| 2                              | Xenija Stolbowa / Fjodor Klimow          | Russland               | 207,98 | 4  | 70,90 | 1  | 137,08 |
| 3                              | Wera Basarowa / Juri Larionow            | Russland               | 201,61 | 3  | 71,70 | 3  | 129,91 |
| 4                              | Stefania Berton / Ondřej Hotárek         | Italien                | 195,61 | 5  | 69,22 | 4  | 126,39 |
| 5                              | Vanessa James / Morgan Ciprès            | Frankreich             | 185,48 | 6  | 63,23 | 5  | 122,25 |
| 6                              | Maylin Wende / Daniel Wende              | Deutschland            | 168,32 | 8  | 55,19 | 6  | 113,13 |
| 7                              | Andrea Davidovich / Evgeni Krasnopolski  | Israel                 | 163,93 | 7  | 55,32 | 7  | 108,61 |
| 8                              | Nicole Della Monica / Matteo Guarise     | Italien                | 154,55 | 9  | 53,65 | 8  | 100,90 |
| 9                              | Mari-Doris Vartmann / Aaron Van Cleave   | Deutschland            | 153,21 | 10 | 52,40 | 9  | 100,81 |
| 10                             | Natalja Zabijako / Alexandr Zaboev       | Estland                | 149,82 | 12 | 50,12 | 10 | 099,70 |
| 11                             | Daria Popova / Bruno Massot              | Frankreich             | 149,36 | 11 | 52,36 | 11 | 097,00 |
| 12                             | Miriam Ziegler / Severin Kiefer          | Österreich             | 135,05 | 15 | 44,79 | 12 | 090,26 |
| 13                             | Stacey Kemp / David King                 | Vereinigtes Königreich | 130,98 | 16 | 43,98 | 13 | 087,00 |
| 14                             | Maryja Paljakowa / Nikita Botschkow      | Belarus                | 130,46 | 13 | 48,18 | 14 | 082,28 |
| 15                             | Amani Fancy / Christopher Boyadji        | Vereinigtes Königreich | 127,76 | 14 | 47,79 | 15 | 079,97 |
| Z                              | Aljona Savchenko / Robin Szolkowy        | Deutschland            |        | 2  | 76,76 |    |        |
| Nicht für die Kür qualifiziert |                                          |                        |        |    |       |    |        |
| 17                             | Alessandra Cernuschi / Filippo Ambrosini | Italien                |        | 17 | 40,29 |    |        |
| 18                             | Jelisaweta Makarowa / Leri Kentschadse   | Bulgarien              |        | 18 | 39,94 |    |        |
| 19                             | Julija Lawrentjewa / Yuri Rudyk          | Ukraine                |        | 19 | 37,96 |    |        |
| 20                             | Veronica Grigorieva / Aritz Maestu       | Spanien                |        | 20 | 34,97 |    |        |

Z = Zurückgezogen

### Eistanz
| Platz                              | Sportler                                     | Land                   | Pkt.   | KT | KT    | K  | K      |
| ---------------------------------- | -------------------------------------------- | ---------------------- | ------ | -- | ----- | -- | ------ |
| 1                                  | Anna Cappellini / Luca Lanotte               | Italien                | 171,61 | 1  | 69,58 | 1  | 102,03 |
| 2                                  | Jelena Iljinych / Nikita Kazalapow           | Russland               | 170,51 | 2  | 69,54 | 2  | 100,97 |
| 3                                  | Penny Coomes / Nicholas Buckland             | Vereinigtes Königreich | 158,69 | 3  | 61,76 | 3  | 096,93 |
| 4                                  | Wiktorija Sinizina / Ruslan Schiganschin     | Russland               | 153,73 | 4  | 60,63 | 4  | 093,10 |
| 5                                  | Jekaterina Rjasanowa / Ilja Tkatschenko      | Russland               | 150,44 | 5  | 60,35 | 5  | 090,09 |
| 6                                  | Julija Slobina / Alexei Sitnikow             | Aserbaidschan          | 147,78 | 6  | 59,82 | 6  | 087,96 |
| 7                                  | Nelli Schiganschina / Alexander Gazsi        | Deutschland            | 145,37 | 7  | 59,79 | 8  | 085,58 |
| 8                                  | Charlène Guignard / Marco Fabbri             | Italien                | 144,40 | 8  | 58,17 | 7  | 086,23 |
| 9                                  | Isabella Tobias / Deividas Stagniūnas        | Litauen                | 142,31 | 9  | 56,76 | 9  | 085,55 |
| 10                                 | Sara Hurtado / Adrià Díaz                    | Spanien                | 137,58 | 11 | 55,21 | 11 | 082,37 |
| 11                                 | Tanja Kolbe / Stefano Caruso                 | Deutschland            | 137,46 | 13 | 53,98 | 10 | 083,48 |
| 12                                 | Federica Testa / Lukáš Csölley               | Slowakei               | 136,63 | 12 | 54,84 | 12 | 081,79 |
| 13                                 | Pernelle Carron / Lloyd Jones                | Frankreich             | 135,29 | 10 | 56,35 | 13 | 078,94 |
| 14                                 | Irina Štork / Taavi Rand                     | Estland                | 131,66 | 14 | 53,88 | 15 | 077,78 |
| 15                                 | Gabriella Papadakis / Guillaume Cizeron      | Frankreich             | 131,57 | 15 | 53,33 | 14 | 078,24 |
| 16                                 | Justyna Plutowska / Peter Gerber             | Polen                  | 128,08 | 17 | 52,14 | 16 | 075,94 |
| 17                                 | Alissa Agafonowa / Alper Uçar                | Türkei                 | 127,96 | 16 | 52,90 | 18 | 075,06 |
| 18                                 | Laurence Fournier Beaudry / Nikolaj Sorensen | Dänemark               | 127,51 | 18 | 51,92 | 17 | 075,59 |
| 19                                 | Lorenza Alessandrini / Simone Vaturi         | Italien                | 121,65 | 19 | 50,24 | 20 | 071,41 |
| 20                                 | Henna Lindholm / Ossi Kanervo                | Finnland               | 121,09 | 20 | 48,75 | 19 | 072,34 |
| Nicht für den Kürtanz qualifiziert |                                              |                        |        |    |       |    |        |
| 21                                 | Dóra Turóczi / Balázs Major                  | Ungarn                 |        | 21 | 46,80 |    |        |
| 22                                 | Ramona Elsener / Florian Roost               | Schweiz                |        | 22 | 46,36 |    |        |
| 23                                 | Siobhan Heekin-Canedy / Dmytro Dun           | Ukraine                |        | 23 | 45,84 |    |        |
| 24                                 | Allison Reed / Vasili Rogov                  | Israel                 |        | 24 | 44,14 |    |        |
| 25                                 | Barbora Silná / Juri Kurakin                 | Österreich             |        | 25 | 43,22 |    |        |
| 26                                 | Lucie Myslivečková / Neil Brown              | Tschechien             |        | 26 | 42,95 |    |        |
| 27                                 | Angelina Telegina / Otar Dschaparidse        | Georgien               |        | 27 | 42,07 |    |        |
| 28                                 | Viktoria Kavaliova / Yurii Bieliaiev         | Belarus                |        | 28 | 39,03 |    |        |
| 29                                 | Carter Marie Jones / Richard Sharpe          | Vereinigtes Königreich |        | 29 | 34,63 |    |        |